# K2 (canal de televisión)
K2 es un canal de televisión italiano que actualmente[¿cuándo?] pertenece a Warner Bros. Discovery y emite en la televisión digital terrestre en Italia. Es un canal temático orientado a un público infantil y juvenil.

## Programación
- Alvinnn!!! e i Chipmunks
- A tutto reality
- A tutto reality: le origini
- FriendZspace - Amici spaziali
- I Dalton
- Il barbiere pasticciere
- Le fantastiche avventure di Moka
- Oggy e i maledetti scarafaggi (temporadas 4-7)
- Pokémon
- Zig & Sharko

## Programación en el pasado
- Aiuto! Il mio sedere è impazzito
- Andy il re degli scherzi
- Animali in mutande
- B-Daman Crossfire
- B-Daman Fireblast
- Beyblade Shogun Steel
- Brinken
- Camp Lakebottom
- Capitan Flamingo
- Cardfight!! Vanguard
- DaGeDar
- Daltanious
- Danger Mouse
- Dez dei desideri
- Dinofroz
- Dragon Booster
- Dragons: squadra di salvataggio
- Dofus - I tesori di Kerubim
- Due Fantagenitori
- Evolution
- Flash con i Ronks
- Flint - A spasso nel tempo
- Fuori di specie
- Funky Cops
- F-Zero: GP Legend
- Galactik Football
- Gravity Falls
- Grojband
- Harvey Girls per sempre!
- Hotel Transylvania: La serie
- Hot Wheels Battle Force 5
- Hubert e Takako
- I Fantaeroi
- Jurassic World - Nuove avventure
- Kirby
- La prossima fantastica avventura di Archibald
- Le avventure di Rocky e Bullwinkle (serie 2018)
- Le scelte di Chuck
- Looped - È sempre lunedì
- Mamma, Jamie ha i tentacoli!
- Mr. Bean
- Mr. Magoo
- Pac-Man e le avventure mostruose
- Phineas e Ferb
- Rekkit Rabbit
- Strange Hill High - Scuola da Paura
- Sonic Boom
- Squitto lo scoiattolo
- Talking Tom and Friends
- Tobot
- Transformers: Cyberverse
- Transformers: Robots in Disguise
- Un idolo nel pallone
- Wander
- Yin Yang Yo!
- Yu-Gi-Oh! ARC-V
- Yu-Gi-Oh! Zexal